# Прости меня моя любовь
«Прости меня моя любовь» — второй студийный альбом певицы Земфиры, записанный в составе её группы «Zемфира» и выпущенный 28 марта 2000 года. Иногда альбом сокращённо называют «П. М. М. Л.» — именно так отмечена заглавная песня в трек-листе. Альбом стал самым продаваемым диском в России в 2000 году. По продажам превысил отметку в полтора миллиона экземпляров.
В 2010 году альбом занял 43-е место в списке «50 лучших русских альбомов всех времён», составленный журналом «Афиша» по итогам опроса молодых российских музыкантов.

## Об альбоме

### История создания
В августе 1999 года на «Beethoven Street Studio» было закончено сведение и мастеринг второго альбома группы.
За день до начала студийных сессий Земфира сказала, что ей «хотелось бы сделать акцент на том, что не стоит ждать „Икры № 2“, — Это я говорю для подстраховки. Кроме того, я не прекращу бороться со сравнениями с Лагутенко… Продюсировать свой второй альбом я буду исключительно сама». Земфира также сказала, что собиралась включить несколько из восьми песен, написанных в Уфе. Генеральный директор REAL Records Алёна Михайлова комментировала процесс работы над пластинкой: «Она вникает во все детали происходящего. Она может часами просиживать с дизайнером, выбирая какую-то фотографию, которая пойдёт в дизайн буклета её нового альбома. Она может месяцами думать над названием этого альбома. Замечательно то, что она такое внимание уделяет каждой детали, связанной с выходом альбома». Общее звучание альбома, которое не удовлетворяло саму Земфиру, повлияло на запись третьего студийного альбома «Четырнадцать недель тишины», основной задачей в работе над которым стояло доведение аранжировок до совершенных.

### Релиз и продвижение
28 марта 2000 состоялся релиз альбома «Прости меня моя любовь». На презентации альбома «Нашему радио» Земфира призналась, что хотела назвать этот альбом «Эндорфины» — гормоны счастья, но решила, что это «будет выглядеть слишком по-медицински».
С альбома было выпущено пять радио-синглов: «Искала», «Созрела», «П. М. М. Л.», «Не отпускай», «Хочешь?», а также три видеоклипа на песни «Искала», «Хочешь?», «П. М. М. Л.». Музыкальное видео «Искала» с момента выхода в ротацию в феврале 2000 года держится в пятёрке клипов канала «MTV-Russia» очень долго.

## Песни
«Шкалят датчики»
Песня посвящена участникам-мужчинам группы Земфиры и затрагивает острые социальные проблемы (наркоманию), продолжая линию первого альбома (песня «СПИД»). Сама певица говорила о позитивном настроении песни: «мне кажется она там весело легла. Главное, чтоб музыка несла какое-то настроение. Этот кусок несёт определённое настроение — такое, вот знаешь, представляешь, тапёра в смокинге».
«Zero»
Песня написана ещё до выхода первого альбома. Земфира также отмечала, что это вторая песня, написанная после «Снег». У песни было 18 различных вариантов аранжировок.
«Созрела»
Земфира отмечала, что лирика песни о половом созревании, порнографии и о её поиске в Интернете: «Ну такая тема — волнующая. 90 процентов людей лезет в Интернет исключительно за порно. И все об этом молчат… А что в этом такого? Порно. Никакого секрета нет. Все же знают это».
«Хочешь?»
Несмотря на то, что альбом был выпущен в 2000 году, песня «Хочешь?» в исполнении Людмилы Гурченко попала в цикл новогодних музыкальных телефильмов «Старые песни о главном», состоявшем в основном из популярных советских песен. Впоследствии песня была включена в репертуар Людмилы Марковны и часто исполнялась ею на концертах. В 2011 году Людмила Гурченко сняла на эту песню видеоклип, ставший последним в творчестве знаменитой актрисы.
«Рассветы»
Лирика песни рассказывает о поиске идеалов.
«Город»
Эту песню певица посвятила своему родному городу Уфе и его жителям.
«Ненавижу»
Песня вдохновлена фразой «ненавижу», когда певице пытались навязать звучание органа во время сессионной записи.
«Сигареты»
Земфира написала эту песню, когда думала о своих личных проблемах, в том числе о курении.
«Доказано»
Песня написана Земфирой, когда та увидела девушку в метро, читающую Набокова: «В данном случае фраза „верёвочки связаны“ — это цепь событий восстановлена. Была, действительно, девушка, которая читала Набокова. Ну я прямо в метро и написала пока ехала. Вот это был конкретный эпизод — то что вот девушка сидела, читала Набокова, чем меня удивила — в метро обычно другое чтиво читают. И потом у меня, знаешь, как у Шерлока Холмса метод дедукции. Она читает, я сразу чего-то вспомнила как я его читала. А читала я его дома.. А дома он у меня стоял там-то… А на кухне стояла мама. И вот, ну, такая цепочка и вот верёвочка связана и все…».
«П. М.М. Л.»
Песня возникла из фразы, которую Земфира где-то постоянно слышала: «Вот это та фраза, которая… Мне постоянно кажется, что я её где-то слышала, но по-моему её не было… Бывают же такие вот расхожие фразы. Прости меня, моя любовь. Такой даже пафос некий… Знаешь, выходишь так :Good bye, my Love. Но на самом деле, она очень такая… искренняя. Ну, мне понравилось».
«Искала»
О процессе написания песни Земфира не рассказывала. На радиопередаче она говорила о процессе съёмки клипа на эту песню, который является одним из самых успешных в её клипографии: «Наверно я довольна процессом съёмки. Был один отличный кадр — я упала нечаянно. Надеюсь, что у режиссёра хватит ума вставить этот кадр.. Я нечаянно… Ну, там надо было сойти с девятки на Опель. Я поскользнулась и упала.. Я думаю, что это, ну, обязательно нужно вставить. Говорят, хорошо упала. Красиво. Зато естественно. Мы боремся за естественность».
«Не отпускай»
Земфира написала эту песню как воспоминание о своём кумире детства Дине Риде: «Я в пять лет ужасно любила Дина Рида, собиралась даже уехать в Америку — мама рассказывает. Очень переживала по поводу... ну-у-у, у него же там была трагедия, человек умер, но я не помню ни одной его песни. Но говорят, любила…»
«Лондон»
Живая версия песни была издана на сингле «Снег». Впоследствии, в песне была заменена аранжировка и вышла в качестве бонус-трека для альбома. «Она, действительно, была как песня — бесхозной. Мы называли её — „бесхозная песенюшка“. Первая версия вообще она была в стиле, м-м-м, да прости меня господи, jungle.. А позже на одном из саундчеков мы сыграли.. Просто эти пошли курить, волосатые.. А клавишник и гитарист сыграли.. Я говорю: „Ну вот отлично, давайте мы её сыграем в концерте..“ Я на этой песне, откровенно скажу, распеваюсь.. Мне приятно петь.. Потому что я не во всех своих песнях пою.. Вот. Где-то я декламирую, где-то я кричу, а вот в этой именно пою».

## Отзывы
| Оценки критиков | Оценки критиков |
| Источник        | Оценка          |
| --------------- | --------------- |
| Allmusic        | [ 7 ]           |
| Fuzz            | (положительная) |
| InterMedia      | [ 9 ]           |

В рецензии журнала «Салон Audio Video» отмечали, что «второй альбом во многом продолжает начатое первым: есть здесь и сильные эмоции, элементы эпатажа („Ненавижу“, „Искала“), и остросоциальные проблемы (на этот раз речь идёт о наркотиках — „Шкалят датчики“), и хлёсткий стёб („Созрела“), и тема любви-смерти („Хочешь?“). Новое — образ семьи, дома, родины. „Она читает в метро Набокова / Я сижу около / Верёвочкой связаны / Маме доказано / Самое главное“ („Доказано“) — такие автобиографические детали очень много говорят о характере самой артистки. И все так же режет одиночество: „Если бы можно в сердце поглубже вклеить портреты / Я на память оставлю свои сигареты…“ („Сигареты“). Ибо сигарета, как известно, человеку лучший друг, товарищ и брат. И все так же сильна надежда на счастье, на простое женское счастье в рамках отдельно взятой Вселенной („Прости меня, моя любовь“, „Не отпускай“)».
Сергей Ерёмин в Allmusic писал, что «альбом состоит из нескончаемых рефренов, сложных гармоний и смены тональностей» и на нём артистка показала свою изобретательность, сумев построить песни на двух нотах так, чтобы их невозможно было выкинуть из головы. В журнале Fuzz отмечали, что «лирическая составляющая этого альбома продолжает нервно-терпкую тенденцию первого. Становится окончательно очевиден факт, что Земфира одна такая, поскольку помимо таланта поэтического ей принадлежит трогательность по-детски чистого голоса». Алексей Мажаев в InterMedia писал: «„ПММЛ“ оказался жёстче, резче, разнообразнее, в нём можно более чётко разграничить суперхиты („Созрела“, „Хочешь“, „Город“, „Доказано“, „П. М. М. Л.“) и просто хорошие песни».

## Комплектация и оформление
Пластинка выпущена двумя изданиями: стандартное и коллекционное. Коллекционное отличается наличием бонус-трека «Лондон» и шестнадцатистраничного буклета, иллюстрированного фоторядом к каждой песне. На обложке альбома фотография Магнитогорска. Идея дизайна буклета так же, как и в случае с первой пластинкой, принадлежит Земфире.

## Список композиций
Слова и музыка всех песен — Земфира Рамазанова.
| №   | Название              | Длительность |
| --- | --------------------- | ------------ |
| 1.  | «Шкалят датчики»      | 3:37         |
| 2.  | «Zero»                | 2:46         |
| 3.  | «Созрела»             | 3:33         |
| 4.  | «Хочешь?»             | 3:17         |
| 5.  | «Рассветы»            | 3:51         |
| 6.  | «Город»               | 3:13         |
| 7.  | «Ненавижу»            | 3:42         |
| 8.  | «Сигареты»            | 4:29         |
| 9.  | «Доказано»            | 3:19         |
| 10. | «П.М.М.Л.»            | 3:36         |
| 11. | «Искала»              | 3:33         |
| 12. | «Не отпускай»         | 4:05         |
| 13. | «Лондон» (бонус-трек) | 3:11         |

## Участники записи
Ответственные за выпуск
- Земфира Рамазанова – вокал, музыка, лирика, акустическая гитара, продюсирование

Музыканты
- Вадим Соловьёв — гитара
- Сергей Миролюбов — клавиши, перкуссия
- Ринат Ахмадиев — бас
- Сергей Созинов — барабаны

Запись
- Владимир Овчинников — режиссёр звукозаписи

Сведение
- John Brough – режиссёр сведения
- Andrew Nichols – ассистент режиссёра

Мастеринг
- Ray Staff – режиссёр мастеринга[10]

## Технические данные
- Запись – Тон-студия «Мосфильм»
- Сведение — Whitfield Street Studio
- Мастеринг — Whitfield Street Studio[10]

## Награды и номинации
| Год  | Награда     | Номинированная работа    | Категория     | Результат |
| ---- | ----------- | ------------------------ | ------------- | --------- |
| 2001 | Рекордъ     | «Прости меня моя любовь» | Альбом года   | Победа    |
| 2001 | Премия Fuzz | «Прости меня моя любовь» | Лучший альбом | Победа    |
| 2001 | Премия Fuzz | «Искала»                 | Лучшая песня  | Номинация |